# Istok, sever, jug i zapad
Istok, sever, jug i zapad är Indira Radićs femtonde studioalbum, utgiven på Grand Production, år 2011.

## Låtlista
1. Ide to s godinama (Att gå till åren)
2. Ljubav stara (Gammal kärlek)
3. Kiša (Regn)
4. Crveni tepih (Röda mattan)
5. Dve muzike (Två musiker)
6. Proslaviću kraj
7. Istok, sever jug i zapad (Öster, nord, syd och väst)
8. Ima tuga ime, ulicu i broj (Det finns sorg namn, gatuadress)
9. Sto na sat (Vad att titta?)
10. Ništa mi ne zameri (Jag klandrar inte)
11. Sezam (Sesamfrö)
12. Samo noćas da si tu (Bara i natt du var här)
13. Ne veruj svojim očima (Lita inte på dina ögon)
14. Ako umrem sad (Om jag dör nu)
15. Marija